# Påfuglereje
Påfuglerejen, Odontodactylus scyllarus er en stor stomatopoda der lever fra Guam til østafrika.

## Beskrivelse
O. scyllarus er en af de større, mere farvefulde stomatopoda, som i størrelse fra 3-18 cm. De er primært grønne, med orange ben og leopard-lignende pletter på de forreste skjold.
Påfuglerejens evne til at se polariseret lys har ledt til forskning for at afgøre om deres øjnes evner kan replikeres til at læse CDere og lignende optiske lagringsenheder. 
Dog overgås påfuglerejens polarisationsyn af Gonodactylus smithii.